# Foe tha Love of $
"Foe tha Love of $" é o segundo single de Bone Thugs-n-Harmony, com participação de Eazy-E, do seu álbum de estreia, Creepin on ah Come Up. A canção foi produzida por DJ Yella e produzida executivamente por Eazy-E. "Foe tha Love of $" foi um enorme sucesso para o grupo, chegando ao #41 da Billboard Hot 100, #37 da Rhythmic Top 40 e #4 da Hot Rap Singles. O video clipe é notável pela última aparição de Eazy em um clipe antes de sua morte em 1995. A canção foi incluida na trilha sonora do video game True Crime: Streets of LA, junto com "Thuggish Ruggish Bone".

## Lista de faixas
1. Foe tha Love of $ (LP Street) (featuring Eazy-E)
2. Foe tha Love of $ (Tha Yella Mix 9 Minutes Uv Funk) (featuring Eazy-E)
3. Moe Cheese (Instrumental)
4. Thuggish Ruggish Bone (U-Neek's Remix) (featuring Shatasha Williams)
5. Moe $ (Instrumental)

- Estrofe 1 - Flesh-n-Bone
- Estrofe 2 - Layzie Bone
- Estrofe 3 - Eazy-E
- Estrofe 4 - Bizzy Bone
- Estrofe 5 - Krayzie Bone

### Outras aparições
Foe tha Love of $ também apareceu nos seguintes álbuns:
- The Collection Volume One (1998)
- The N.W.A Legacy, Vol. 2 (2002)
- Greatest Hits (2004)
- Greatest Hits (Chopped & Screwed) (2005)
- Featuring...Eazy-E (2007)

## Paradas
| Parada (1995)           | Posição De estreia | Posição De pico |
| ----------------------- | ------------------ | --------------- |
| Billboard Hot 100       | 48                 | 41              |
| Billboard Hot Rap Songs | 5                  | 4               |
| Billboard Hot R&B Songs | 63                 | 33              |

## Créditos

### Faixas 1 até 3 e 5
- Participação Especial: Eazy-E
- Vocais Adicionais: Jewell (uncredited)
- Produzido por: DJ Yella de Yella Muzick
- Produzido Executivamente por: Eazy-E
- Gravado & Mixado por: Donovan "Tha Dirt Biker" Sound em Audio Achievement Studios
- Publicado por: Ruthless Attack Muzick (ASCAP), Dollarz N Sense Muzick, D.J. Yella Muzick (BMI)

### Faixa 4
- Participação Especial: Shatasha Williams
- Produzido por: DJ U-Neek de U-Neek Entertainment
- Co-produzido por: Tony C
- Produzido Executivamente por: Eazy-E
- Gravado & Mixado por: Aaron Connor, DJ U-Neek & Tony C em Trax Recording
- Publicado por: Ruthless Attack Muzick (ASCAP), Dollarz N Sense Muzick, Keenu Songs, Donkhris Music (BMI)